# تمپلهوف-شونبرگ
تمپلهوف-شونبرگ (به آلمانی: Bezirk Tempelhof-Schöneberg) یک منطقهٔ مسکونی در آلمان است که در برلین واقع شده‌است. تمپلهوف-شونبرگ ۳۳۶٬۲۹۷ نفر جمعیت دارد.

## خواهرخوانده
شهرهای آمستل‌فین، منطقه بارنت لندن، کشالین، نهاریا، اهلن و شرانتون-لو-پون خواهرخوانده‌های تمپلهوف-شونبرگ هستند.